# Schwimm- und Sportverein Ulm 1846 1983-1984
Questa voce raccoglie le informazioni riguardanti lo Schwimm- und Sportverein Ulm 1846 nelle competizioni ufficiali della stagione 1983-1984.

## Stagione
Nella stagione 1983-1984 l'Ulm, allenato da Paul Sauter, concluse il campionato di 2. Bundesliga al 13º posto. In Coppa di Germania l'Ulm fu eliminato al primo turno dal Rot-Weiß Lüdenscheid.

## Rosa
| N. |                     | Ruolo | Calciatore       |
| -- | ------------------- | ----- | ---------------- |
|    | Germania (bandiera) | P     | Wolfgang Färber  |
|    | Germania (bandiera) | P     | Karsten Krannich |
|    | Germania (bandiera) | P     | Walter Modick    |
|    | Germania (bandiera) | D     | Peter Assion     |
|    | Germania (bandiera) | D     | Günter Berti     |
|    | Germania (bandiera) | D     | Roland Boley     |
|    | Germania (bandiera) | D     | Markus Ebner     |
|    | Germania (bandiera) | D     | Georg Heinle     |
|    | Germania (bandiera) | D     | Walter Kubanczyk |
|    | Germania (bandiera) | D     | Bernd Zimmermann |
|    | Germania (bandiera) | C     | Frank Elser      |
|    | Germania (bandiera) | C     | Maximilian Hauck |

| N. |                      | Ruolo | Calciatore       |
| -- | -------------------- | ----- | ---------------- |
|    | Germania (bandiera)  | C     | Dieter Kohnle    |
|    | Australia (bandiera) | C     | Branko Milosevic |
|    | Germania (bandiera)  | C     | Wolfgang Neipp   |
|    | Germania (bandiera)  | C     | Bruno Seiler     |
|    | Germania (bandiera)  | C     | Erich Steer      |
|    | Italia (bandiera)    | C     | Sebastiano Testa |
|    | Serbia (bandiera)    | C     | Miroslav Vucinic |
|    | Germania (bandiera)  | C     | Gunnar Weiß      |
|    | Germania (bandiera)  | A     | Josef Beller     |
|    | Germania (bandiera)  | A     | Robert Birner    |
|    | Germania (bandiera)  | A     | Joachim Lengerer |
|    | Germania (bandiera)  | A     | Adolf Schick     |

## Organigramma societario
Area tecnica
- Allenatore: Paul Sauter
- Allenatore in seconda:
- Preparatore dei portieri:
- Preparatori atletici:

## Calciomercato

### Sessione estiva
| Acquisti | Acquisti         | Acquisti             | Acquisti |
| R.       | Nome             | da                   | Modalità |
| -------- | ---------------- | -------------------- | -------- |
| A        | Robert Birner    | Friburgo             |          |
| C        | Frank Elser      | Alemannia Aquisgrana |          |
| C        | Branko Milosevic | Dinamo Zagabria      |          |
| C        | Gunnar Weiß      | Stoccarda            |          |

| Cessioni | Cessioni        | Cessioni          | Cessioni |
| R.       | Nome            | a                 | Modalità |
| -------- | --------------- | ----------------- | -------- |
| D        | Michael Nushöhr | Saarbrücken       |          |
| C        | Ralf Rangnick   | Viktoria Backnang |          |

### Sessione invernale
| Acquisti | Acquisti | Acquisti | Acquisti |
| R.       | Nome     | da       | Modalità |
| -------- | -------- | -------- | -------- |

| Cessioni | Cessioni | Cessioni | Cessioni |
| R.       | Nome     | a        | Modalità |
| -------- | -------- | -------- | -------- |

## Risultati

### 2. Bundesliga

#### Girone di andata
| Arbitro: | Matheis |

|                                                    |           |                  |
| Lengerer 9’, 75’ Kohnle 25’ (rig.) Heinle 27’, 54’ | Marcatori | 47’, 76’ Wegmann |

| Arbitro: | Osmers |

|                 |           |              |
| Gaedke 76’, 90’ | Marcatori | 19’ Lengerer |

| Arbitro: | Broska |

|                      |           |  |
| Heinle 2’ Kohnle 65’ | Marcatori |  |

| Remscheid 20 agosto 1983, ore 15:00 CEST 4ª giornata | BV 08 Lüttringhausen | 0 – 0 referto | Ulma | Röntgen-Stadion (3 500 spett.)\| Arbitro: \| Bruch \| |
| Arbitro:                                             | Bruch                |               |      |                                                       |

| Arbitro: | Mierswa |

|                                |           |                      |
| Berti 38’ Weiß 60’ Vucinic 90’ | Marcatori | 15’ Pache 78’ Bartel |

| Arbitro: | Kautschor |

|                     |           |  |
| Gruler 33’ Seel 85’ | Marcatori |  |

| Arbitro: | Wuttke |

|                |           |                   |
| Hauck 17’, 61’ | Marcatori | 4’, 41’ Cestonaro |

| Arbitro: | Diekert |

|                                      |           |  |
| Drexler 29’ Clute-Simon 60’ Thon 62’ | Marcatori |  |

| Arbitro: | Stark |

|                                                    |           |                           |
| Kispert 41’ Fischer 44’ Nehoda 55’ (rig.) Hahn 67’ | Marcatori | 31’ Kohnle 59’, 80’ Hauck |

| Arbitro: | Vasel |

|           |           |                                    |
| Hauck 76’ | Marcatori | 30’ (aut.) Modick 44’, 53’ Schäfer |

| Arbitro: | Meijerink |

|                                |           |           |
| Lehmann 32’ (rig.), 75’ (rig.) | Marcatori | 49’ Steer |

| Arbitro: | Kautschor |

|                      |           |                     |
| Kohnle 32’ Neipp 81’ | Marcatori | 23’ Beck 90’ Remark |

| Arbitro: | Ahlenfelder |

|                                    |           |                                 |
| Hayduk 7’ Hartmann 23’, 71’ (rig.) | Marcatori | 53’ Kohnle 58’ Birner 86’ Neipp |

| Arbitro: | Diekert |

|                            |           |            |
| Beller 49’, 64’ Kohnle 84’ | Marcatori | 66’ Dubski |

| Arbitro: | Scheuerer |

|         |           |            |
| Löw 69’ | Marcatori | 29’ Birner |

| Arbitro: | Pauly |

|                          |           |                        |
| Vucinic 25’ Lengerer 84’ | Marcatori | 18’ Bühler 32’ Schüler |

| Arbitro: | Eschweiler |

|              |           |              |
| Steubing 85’ | Marcatori | 53’ Lengerer |

| Arbitro: | Hellwig |

|           |           |                       |
| Steer 85’ | Marcatori | 31’ Rombach 42’ Sturm |

| Arbitro: | Puchalski |

|                      |           |           |
| Gores 26’ Werres 67’ | Marcatori | 53’ Hauck |

#### Girone di ritorno
| Arbitro: | Eli |

|            |           |                   |
| Lander 85’ | Marcatori | 88’ (rig.) Kohnle |

| Arbitro: | Kespohl |

|           |           |                 |
| Hauck 48’ | Marcatori | 55’ Mittelstädt |

| Arbitro: | Matheis |

|            |           |  |
| Merkle 77’ | Marcatori |  |

| Arbitro: | Brehm |

|                                                                              |           |  |
| Hauck 15’, 66’ Elser 39’ Steer 72’ Balewski 75’ (aut.) Neipp 79’ Vucinic 83’ | Marcatori |  |

| Arbitro: | Föckler |

|  |           |                                         |
|  | Marcatori | 25’ Hauck 67’ (rig.), 88’ (rig.) Kohnle |

| Arbitro: | Mierswa |

|                     |           |  |
| Hauck 68’ Neipp 81’ | Marcatori |  |

| Arbitro: | Kautschor |

|                                                              |           |           |
| Nordgren 21’ Bönisch 27’ Traser 37’ Wielandt 44’, 60’ (rig.) | Marcatori | 12’ Hauck |

| Arbitro: | Jupe |

|           |           |  |
| Neipp 48’ | Marcatori |  |

| Arbitro: | Waltert |

|           |           |          |
| Elser 42’ | Marcatori | 89’ Kuhl |

| Arbitro: | Brückner |

|                                       |           |                |
| Jurgeleit 38’, 74’ Elm 86’ Krüger 89’ | Marcatori | 11’, 58’ Hauck |

| Arbitro: | Meijerink |

|           |           |  |
| Hauck 77’ | Marcatori |  |

| Arbitro: | Eli |

|                  |           |  |
| Glöde 22’ (rig.) | Marcatori |  |

| Arbitro: | Niebergall |

|                     |           |                     |
| Elser 16’ Berti 25’ | Marcatori | 77’ (rig.) Hartmann |

| Arbitro: | Boos |

|                              |           |  |
| Schacht 75’ Boley 76’ (aut.) | Marcatori |  |

| Arbitro: | Stark |

|            |           |                                     |
| Kohnle 17’ | Marcatori | 7’ Löw 58’ Zele 79’ Mähn 85’ Dämgen |

| Arbitro: | Jupe |

|                                                                |           |  |
| Theiss 63’ Günther 65’, 79’ Künast 70’ Groß 81’ Kleppinger 84’ | Marcatori |  |

| Arbitro: | Kasperowski |

|          |           |           |
| Neipp 6’ | Marcatori | 37’ Džoni |

| Arbitro: | Risse |

|                                  |           |          |
| Rombach 23’ (rig.), 79’ Olck 32’ | Marcatori | 85’ Weiß |

| Arbitro: | Huster |

|                   |           |                   |
| Kohnle 62’ (rig.) | Marcatori | 90’ (aut.) Kohnle |

### Coppa di Germania
| Arbitro: | Steffens |

|                                  |           |                               |
| Griffel 19’ Alfes 49’ Dreier 82’ | Marcatori | 37’ (rig.) Kohnle 90’ Vucinic |

## Statistiche

### Statistiche di squadra
| Competizione      | Punti | In casa | In casa | In casa | In casa | In casa | In casa | In trasferta | In trasferta | In trasferta | In trasferta | In trasferta | In trasferta | Totale | Totale | Totale | Totale | Totale | Totale | DR  |
| Competizione      | Punti | G       | V       | N       | P       | Gf      | Gs      | G            | V            | N            | P            | Gf           | Gs           | G      | V      | N      | P      | Gf     | Gs     | DR  |
| ----------------- | ----- | ------- | ------- | ------- | ------- | ------- | ------- | ------------ | ------------ | ------------ | ------------ | ------------ | ------------ | ------ | ------ | ------ | ------ | ------ | ------ | --- |
| 2. Bundesliga     | 32    | 19      | 9       | 7       | 3       | 39      | 25      | 19           | 1            | 5            | 13           | 19           | 43           | 38     | 10     | 12     | 16     | 58     | 68     | -10 |
| Coppa di Germania | -     | 0       | 0       | 0       | 0       | 0       | 0       | 1            | 0            | 0            | 1            | 2            | 3            | 1      | 0      | 0      | 1      | 2      | 3      | -1  |
| Totale            | 32    | 19      | 9       | 7       | 3       | 39      | 25      | 20           | 1            | 5            | 14           | 21           | 46           | 39     | 10     | 12     | 17     | 60     | 71     | -11 |

### Andamento in campionato
| Giornata  | 1 | 2 | 3 | 4 | 5 | 6 | 7 | 8 | 9  | 10 | 11 | 12 | 13 | 14 | 15 | 16 | 17 | 18 | 19 | 20 | 21 | 22 | 23 | 24 | 25 | 26 | 27 | 28 | 29 | 30 | 31 | 32 | 33 | 34 | 35 | 36 | 37 | 38 |
| --------- | - | - | - | - | - | - | - | - | -- | -- | -- | -- | -- | -- | -- | -- | -- | -- | -- | -- | -- | -- | -- | -- | -- | -- | -- | -- | -- | -- | -- | -- | -- | -- | -- | -- | -- | -- |
| Luogo     | C | T | C | T | C | T | C | T | T  | C  | T  | C  | T  | C  | T  | C  | T  | C  | T  | T  | C  | T  | C  | T  | C  | T  | C  | C  | T  | C  | T  | C  | T  | C  | T  | C  | T  | C  |
| Risultato | V | P | V | N | V | P | N | P | P  | P  | P  | N  | N  | V  | N  | N  | N  | P  | P  | N  | N  | P  | V  | V  | V  | P  | V  | N  | P  | V  | P  | V  | P  | P  | P  | N  | P  | N  |
| Posizione | 2 | 7 | 3 | 5 | 3 | 4 | 7 | 8 | 10 | 12 | 14 | 13 | 14 | 12 | 12 | 12 | 11 | 13 | 13 | 13 | 14 | 16 | 14 | 11 | 10 | 11 | 10 | 11 | 14 | 11 | 13 | 11 | 12 | 13 | 13 | 13 | 14 | 13 |

Legenda:

Luogo: C = Casa; T = Trasferta. Risultato: V = Vittoria; N = Pareggio; P = Sconfitta.

### Statistiche dei giocatori
| Giocatore     | 2. Bundesliga | 2. Bundesliga | 2. Bundesliga | 2. Bundesliga | Coppa di Germania | Coppa di Germania | Coppa di Germania | Coppa di Germania | Totale   | Totale | Totale      | Totale     |
| Giocatore     | Presenze      | Reti          | Ammonizioni   | Espulsioni    | Presenze          | Reti              | Ammonizioni       | Espulsioni        | Presenze | Reti   | Ammonizioni | Espulsioni |
| ------------- | ------------- | ------------- | ------------- | ------------- | ----------------- | ----------------- | ----------------- | ----------------- | -------- | ------ | ----------- | ---------- |
| P. Assion     | 21            | 0             | 4             | 0             | 1                 | 0                 | 1                 | 0                 | 22       | 0      | 5           | 0          |
| J. Beller     | 33            | 2             | 4             | 0             | 1                 | 0                 | 0                 | 0                 | 34       | 2      | 4           | 0          |
| G. Berti      | 35            | 2             | 8             | 0             | 0                 | 0                 | 0                 | 0                 | 35       | 2      | 8           | 0          |
| R. Birner     | 16            | 2             | 1             | 0             | 0                 | 0                 | 0                 | 0                 | 16       | 2      | 1           | 0          |
| R. Boley      | 34            | 0             | 6             | 1             | 0                 | 0                 | 0                 | 0                 | 34       | 0      | 6           | 1          |
| M. Ebner      | 17            | 0             | 0             | 0             | 1                 | 0                 | 1                 | 0                 | 18       | 0      | 1           | 0          |
| F. Elser      | 22            | 3             | 1             | 0             | 0                 | 0                 | 0                 | 0                 | 22       | 3      | 1           | 0          |
| W. Färber     | 8             | 0             | 0             | 0             | 1                 | 0                 | 0                 | 0                 | 9        | 0      | 0           | 0          |
| M. Hauck      | 33            | 15            | 1             | 0             | 0                 | 0                 | 0                 | 0                 | 33       | 15     | 1           | 0          |
| G. Heinle     | 16            | 3             | 2             | 0             | 1                 | 0                 | 0                 | 0                 | 17       | 3      | 2           | 0          |
| D. Kohnle     | 36            | 11            | 4             | 0             | 1                 | 1                 | 0                 | 0                 | 37       | 12     | 4           | 0          |
| K. Krannich   | 0             | 0             | 0             | 0             | 0                 | 0                 | 0                 | 0                 | 0        | 0      | 0           | 0          |
| W. Kubanczyk  | 38            | 0             | 3             | 0             | 1                 | 0                 | 0                 | 0                 | 39       | 0      | 3           | 0          |
| J. Lengerer   | 14            | 5             | 1             | 0             | 1                 | 0                 | 0                 | 0                 | 15       | 5      | 1           | 0          |
| B. Milosevic  | 0             | 0             | 0             | 0             | 0                 | 0                 | 0                 | 0                 | 0        | 0      | 0           | 0          |
| W. Modick     | 31            | 0             | 1             | 0             | 0                 | 0                 | 0                 | 0                 | 31       | 0      | 1           | 0          |
| W. Neipp      | 29            | 6             | 4             | 0             | 1                 | 0                 | 0                 | 0                 | 30       | 6      | 4           | 0          |
| A. Schick     | 2             | 0             | 0             | 0             | 0                 | 0                 | 0                 | 0                 | 2        | 0      | 0           | 0          |
| B. Seiler     | 3             | 0             | 0             | 0             | 0                 | 0                 | 0                 | 0                 | 3        | 0      | 0           | 0          |
| E. Steer      | 37            | 3             | 7             | 0             | 1                 | 0                 | 0                 | 0                 | 38       | 3      | 7           | 0          |
| S. Testa      | 1             | 0             | 0             | 0             | 0                 | 0                 | 0                 | 0                 | 1        | 0      | 0           | 0          |
| M. Vucinic    | 15            | 3             | 2             | 0             | 1                 | 1                 | 0                 | 0                 | 16       | 4      | 2           | 0          |
| G. Weiß       | 35            | 2             | 8             | 0             | 1                 | 0                 | 0                 | 0                 | 36       | 2      | 8           | 0          |
| B. Zimmermann | 2             | 0             | 0             | 0             | 1                 | 0                 | 0                 | 0                 | 3        | 0      | 0           | 0          |